# Camilla Läckberg

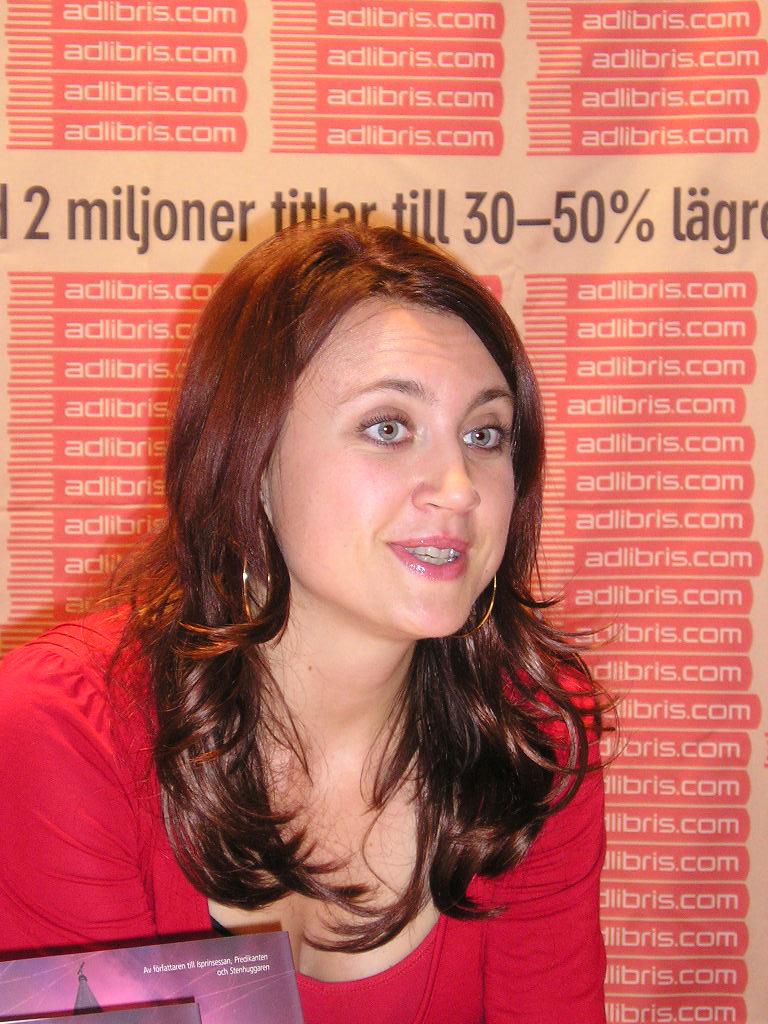
Camilla Läckberg bei der Messe Bok&Bibliothek in Göteborg, 2006

Jean Edith Camilla Läckberg Eriksson (* 30. August 1974 in Fjällbacka) ist eine schwedische Kriminalschriftstellerin.

## Leben und Werk
Läckbergs Bücher spielen in der Gegend ihres Geburtsorts Fjällbacka, einem kleinen Hafenort an der Westküste Schwedens in der Region Bohuslän. Hauptfiguren in den Romanen sind die Schriftstellerin Erica Falck und der Polizist Patrik Hedström. Ihre Bücher wurden in mehrere Sprachen übersetzt und erschienen in 30 Ländern in einer Auflage von über sechs Millionen Exemplaren. Die ersten beiden Bücher Isprinsessan und Predikanten wurden im Jahr 2007 verfilmt, die beiden Folgebände Stenhuggaren 2009 und Olycksfågeln 2010.
Camilla Läckberg hat Betriebswirtschaft studiert, war zweimal verheiratet und lebt mit ihren drei Kindern im schwedischen Enskede.

## Werke

### Bücher

#### Fjällbacka-Reihe
1. Isprinsessan, 2003
  - Die Eisprinzessin schläft, dt. von Gisela Kosubek; Kiepenheuer, Berlin 2005, ISBN 978-3-378-00662-1.
2. Predikanten, 2004
  - Der Prediger von Fjällbacka, dt. von Gisela Kosubek; Kiepenheuer, Berlin 2006, ISBN 978-3-378-00669-0.
3. Stenhuggaren, 2005
  - Die Töchter der Kälte, dt. von Gisela Kosubek; Aufbau, Berlin 2007, ISBN 978-3-351-03225-8.
4. Olycksfågeln, 2006
  - Die Totgesagten, dt. von Katrin Frey; List, Berlin 2009, ISBN 978-3-548-60961-4.
5. Tyskungen, 2007
  - Engel aus Eis, dt. von Katrin Frey;  List, Berlin 2010, ISBN 978-3-548-61063-4.
6. Sjöjungfrun, 2008
  - Meerjungfrau, dt. von Katrin Frey; List, Berlin 2011, ISBN 978-3-548-61126-6.
7. Fyrvaktaren, 2009
  - Der Leuchtturmwärter, dt. von Katrin Frey; List, Berlin 2013, ISBN 978-3-471-35080-5.
8. Änglamakerskan, 2011
  - Die Engelmacherin, dt. von Katrin Frey; List, Berlin 2014, ISBN 978-3-471-35084-3.
9. Lejontämjaren, 2014
  - Die Schneelöwin, dt. von Katrin Frey; List, Berlin 2016, ISBN 978-3-471-35106-2.
10. Häxan, 2017
  - Die Eishexe, dt. von Katrin Frey; List, Berlin 2018, ISBN 978-3-471-35107-9.
11. Gökungen, 2022
  - Kuckuckskinder, dt. von Katrin Frey; List, Berlin 2022, ISBN 978-3-471-35175-8.

#### Dabiri-Walder-Trilogie
1. Box, 2021
  - Schwarzlicht, mit Henrik Fexeus, übersetzt von Katrin Frey. Knaur HC, München 2022, ISBN 978-3-426-22762-6.
2. Kult, 2022
  - Finsternebel, mit Henrik Fexeus, übersetzt von Katrin Frey. Knaur HC, München 2023, ISBN 978-3-426-22763-3.
3. Mirage, 2023
  - Nachtwasser, mit Henrik Fexeus, übersetzt von Katrin Frey. Knaur HC, München 2024, ISBN 978-3-426-22764-0.

#### Weitere Kriminalromane
- Snöstorm och mandeldoft, 2006
  - Schneesturm und Mandelduft, dt. von Max Stadler; List, Berlin 2012, ISBN 978-3-548-61176-1.
- Smaker från Fjällbacka, 2008
- Super-Charlie, 2011
- Fest, mat & kärlek, 2011
- En bur av guld, 2019
  - Golden Cage, dt. von Katrin Frey; List, Berlin 2019, ISBN 978-3-471-35173-4
- Kvinnor utan nåd, 2020
  - No Mercy. Rache ist weiblich, dt. von Katrin Frey; List, Berlin 2020, ISBN 978-3-471-36022-4

### Hörbücher
- Die Töchter der Kälte. Gelesen von Ulrike Hübschmann. 6 Audio-CDs. Steinbach sprechende Bücher, Schwäbisch Hall 2007, ISBN 978-3-88698-401-5.
- Die Eisprinzessin schläft. Gelesen von Ulrike Hübschmann. 6 Audio-CDs. Steinbach sprechende Bücher, Schwäbisch Hall 2008, ISBN 978-3-88698-588-3.
- Der Prediger von Fjällbacka. Gelesen von Ulrike Hübschmann. 4 Audio-CDs. Steinbach Sprechende Bücher, Schwäbisch Hall 2008, ISBN 978-3-88698-932-4.
- Die Totgesagten. Gelesen von Inga Busch. 4 Audio-CDs. Hörbuch Hamburg, Hamburg 2009, ISBN 978-3-89903-611-4.
- Engel aus Eis. Gelesen von Nina Petri. 4 Audio-CDs. Hörbuch Hamburg, Hamburg 2010, ISBN 978-3-89903-259-8.
- Meerjungfrau. Gelesen von Nina Petri und Gustav Peter Wöhler. 5 Audio-CDs. Hörbuch Hamburg, Hamburg 2011, ISBN 978-3-89903-246-8
- Schneesturm und Mandelduft. Gelesen von Nina Petri. 2 Audio-CDs. Hörbuch Hamburg, Hamburg 2013, ISBN 978-3-89903-882-8
- Der Leuchtturmwärter. Gelesen von Nina Petri und Vanida Karun. 6 Audio-CDs. Hörbuch Hamburg, Hamburg 2013, ISBN 978-3-86909-137-2
- Die Engelmacherin. Gelesen von Nina Petri und Anne Weber. 6 Audio-CDs. Hörbuch Hamburg, Hamburg 2014, ISBN 978-3-89903-885-9

### Fernsehserien
- Camilla Läckberg – Mord in Fjällbacka (Fjällbackamorden, Schweden 2012/13)
- Die Glaskuppel (Glaskupan, Schweden 2025)

## Auszeichnungen
- SKTF-Preis[2] Autorin des Jahres 2005
- Folkets litteraturpris (Literaturpreis des schwedischen Volkes, 2006)
- Grand prix de littérature policière (2008)